# Boldovník vonný

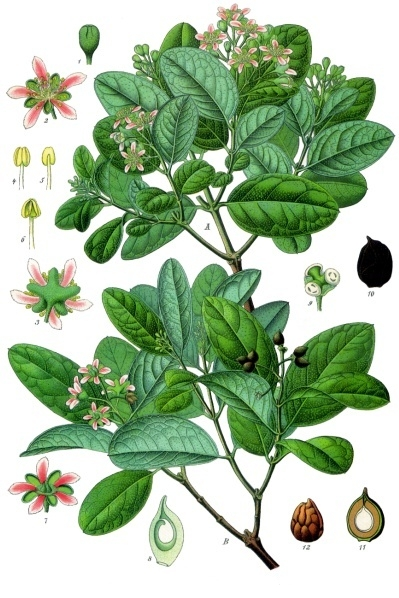
Ilustrace boldovníku z roku 1897

Boldovník vonný (Peumus boldus) je druh nižších dvouděložných rostlin z čeledi Monimiaceae a jediný zástupce rodu boldovník. Je to keř až strom s tuhými oválnými listy a nažloutlými květy. Plodem je souplodí peckovic. Druh se vyskytuje v suchých rozvolněných lesích ve středním Chile.
Boldovník je významná léčivá rostlina s dlouhou historií použití. Slouží zejména při různých jaterních a žlučníkových neduzích a k podpoře zažívání. Je zdrojem medicínsky využívaného alkaloidu boldinu. Plody jsou jedlé, kůra se používá k barvení, dřevo slouží k výrobě dřevěného uhlí.

## Popis
Boldovník je stálezelený, dvoudomý keř nebo strom s hustou kulovitou korunou, dorůstající výšky do 20 metrů a tloušťky kmene až 1 metr. Listy jsou jednoduché, vstřícné, 3 až 7 cm dlouhé a 1 až 5 cm široké, krátce řapíkaté, s vejčitě eliptickou, kožovitou, celokrajnou a na okraji podvinutou čepelí. Listy jsou na líci tmavě zelené, na rubu světle zelené, na ploše hustě žláznaté. Květy jsou nažloutlé, jednopohlavné, s miskovitou češulí, uspořádané v úžlabních hroznech. Okvětí je pěti až šestičetné, ve vnějším kruhu sepaloidní (připomínající kalich), ve vnitřním petaloidní (korunovité). Samčí květy obsahují mnoho tyčinek. V samičích květech je apokarpní gyneceum, složené ze 2 až 5 volných pestíků. V každém pestíku je jediné vajíčko. Plodem je souplodí peckovic.

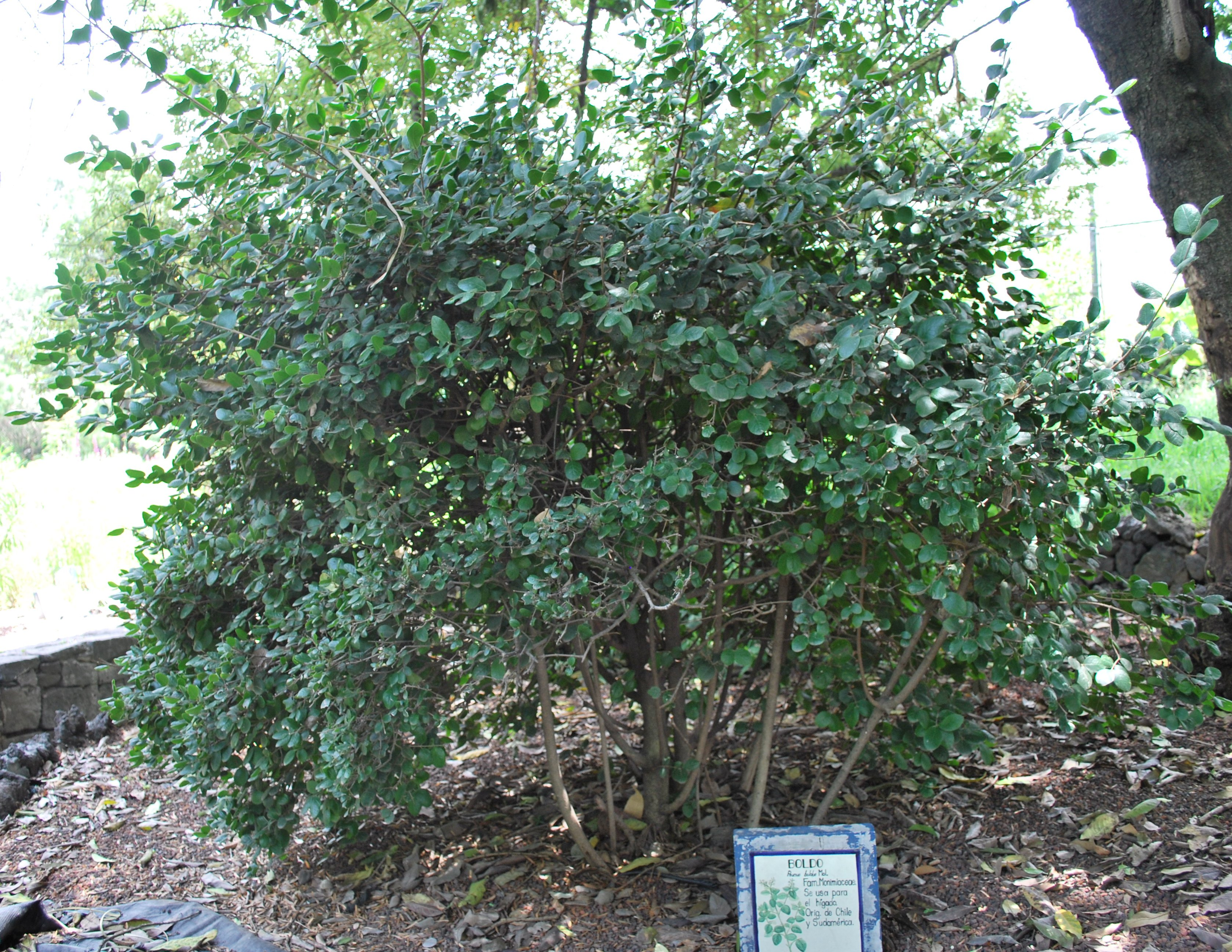
Keř boldovníku
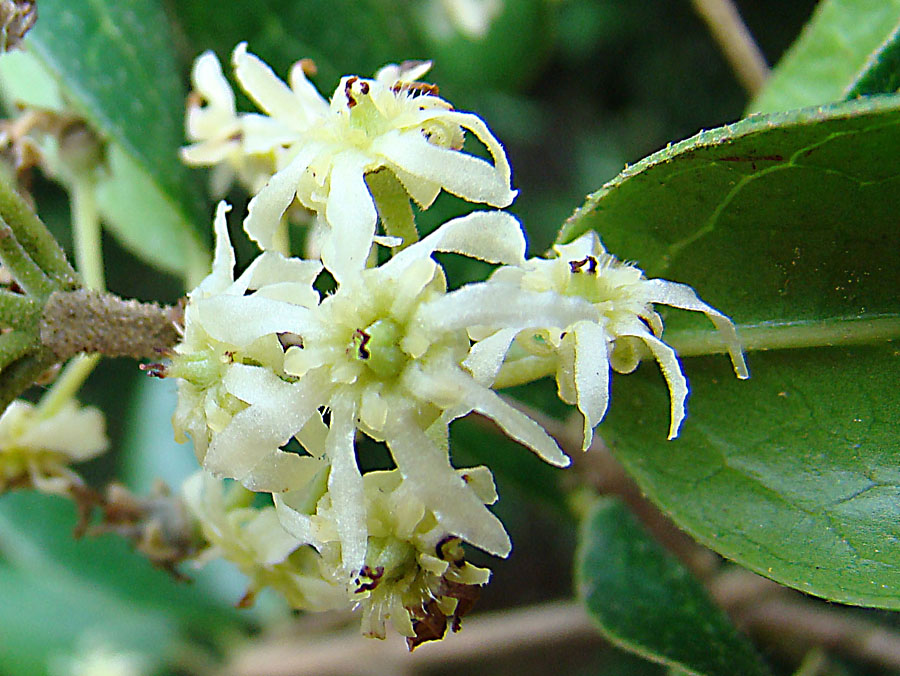
Samičí květy boldovníku
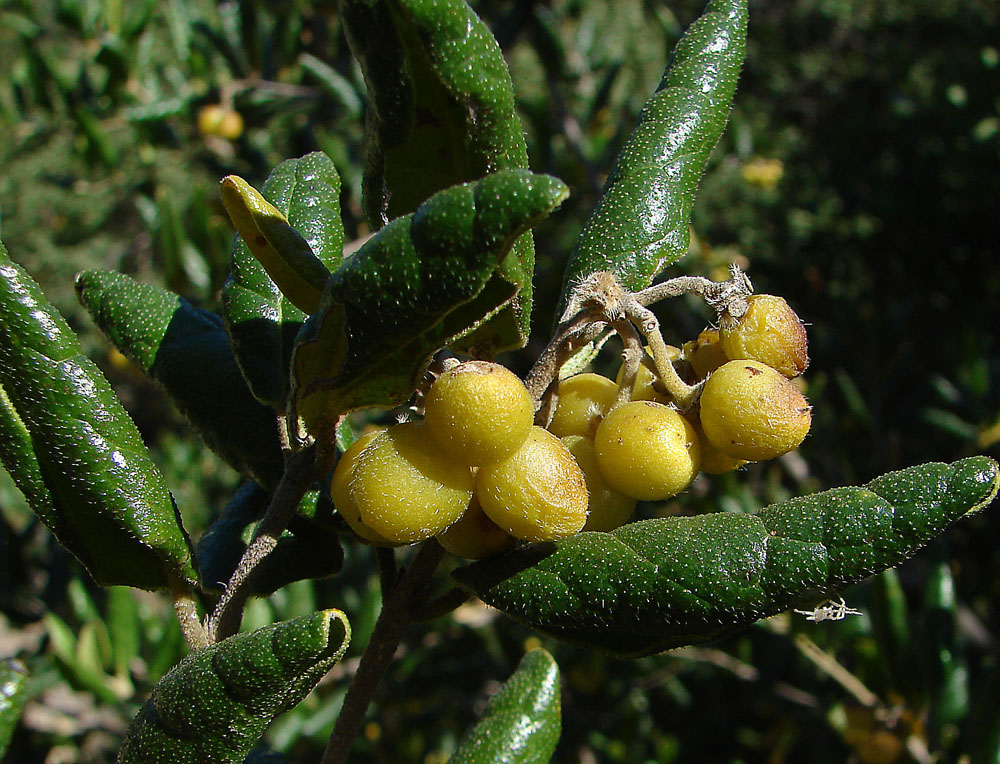
Boldovník s plody

## Rozšíření
Boldovník je endemit Chile. Je rozšířen ve středním Chile v oblasti od provincie Limarí po provincii Osorno. Vyskytuje se na výslunných svazích jako součást řídkých sklerofylních lesů rostoucích na sušších kamenitých půdách v nadmořských výškách do 1000 metrů.

## Ekologické interakce
Na boldovníku parazituje poloparazitický keř Notanthera heterophylla z čeledi ochmetovité a příležitostně i Tristerix corymbosus. ze stejné čeledi.
Plody vyhledávají někteří ptáci, např. papoušek patagonský (Cyanoliseus patagonus).

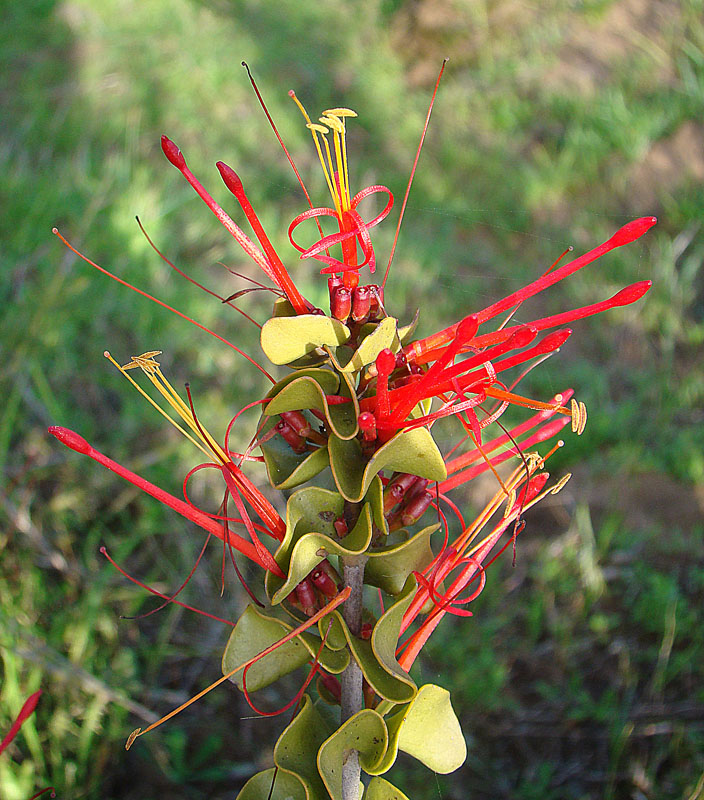
Poloparazit boldovníku Tristerix corymbosus
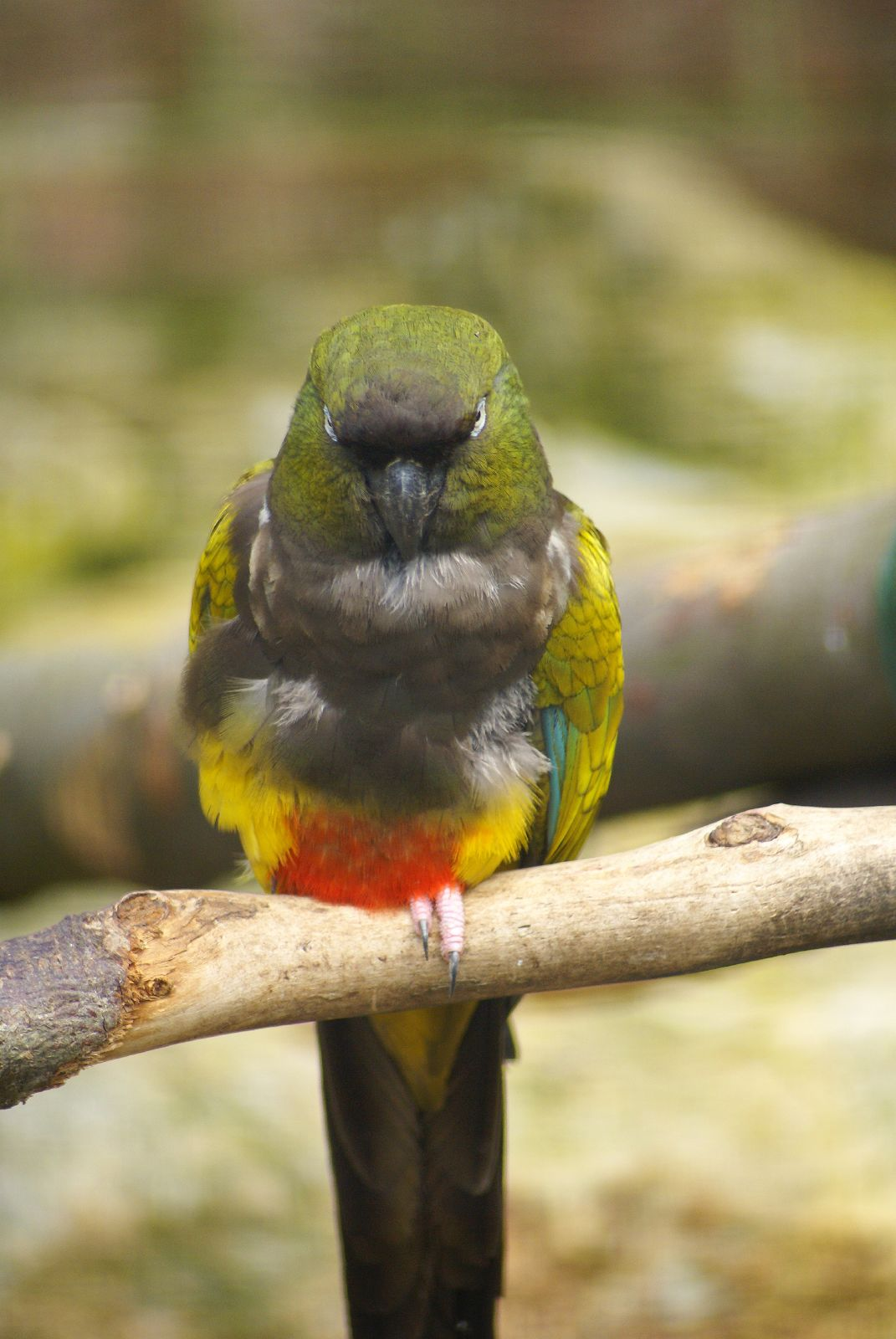
Papoušek patagonský

## Obsahové látky a jedovatost
Hlavní účinnou látkou boldovníku je alkaloid boldin. Je obsažen zejména v listech a v kůře. Látka podporuje tvorbu žluči a trávicích šťáv, má antioxidační účinky a tlumí činnost hladkého svalstva. Je jedním z důležitých rostlinných alkaloidů používaných současnou medicínou. Z dalších alkaloidů je obsažen zejména dehydroboldin, isoboldin, isocorydin a laurotetanin. Esenciální oleje jsou v listech obsaženy v množství asi 2 %. Hlavními vonnými složkami jsou askaridol, cymen, eukalyptol (1,8-cineol) a linalool.
Alkaloidy i esenciální oleje obsažené v boldovníku jsou jedovaté. Droga může ve větším množství způsobit podráždění ledvin a močových cest, předávkování může vést i k paralýze. Užívání není doporučováno pacientům s chorobami ledvin.

Alkaloid boldin
Peroxidická sloučenina askaridol
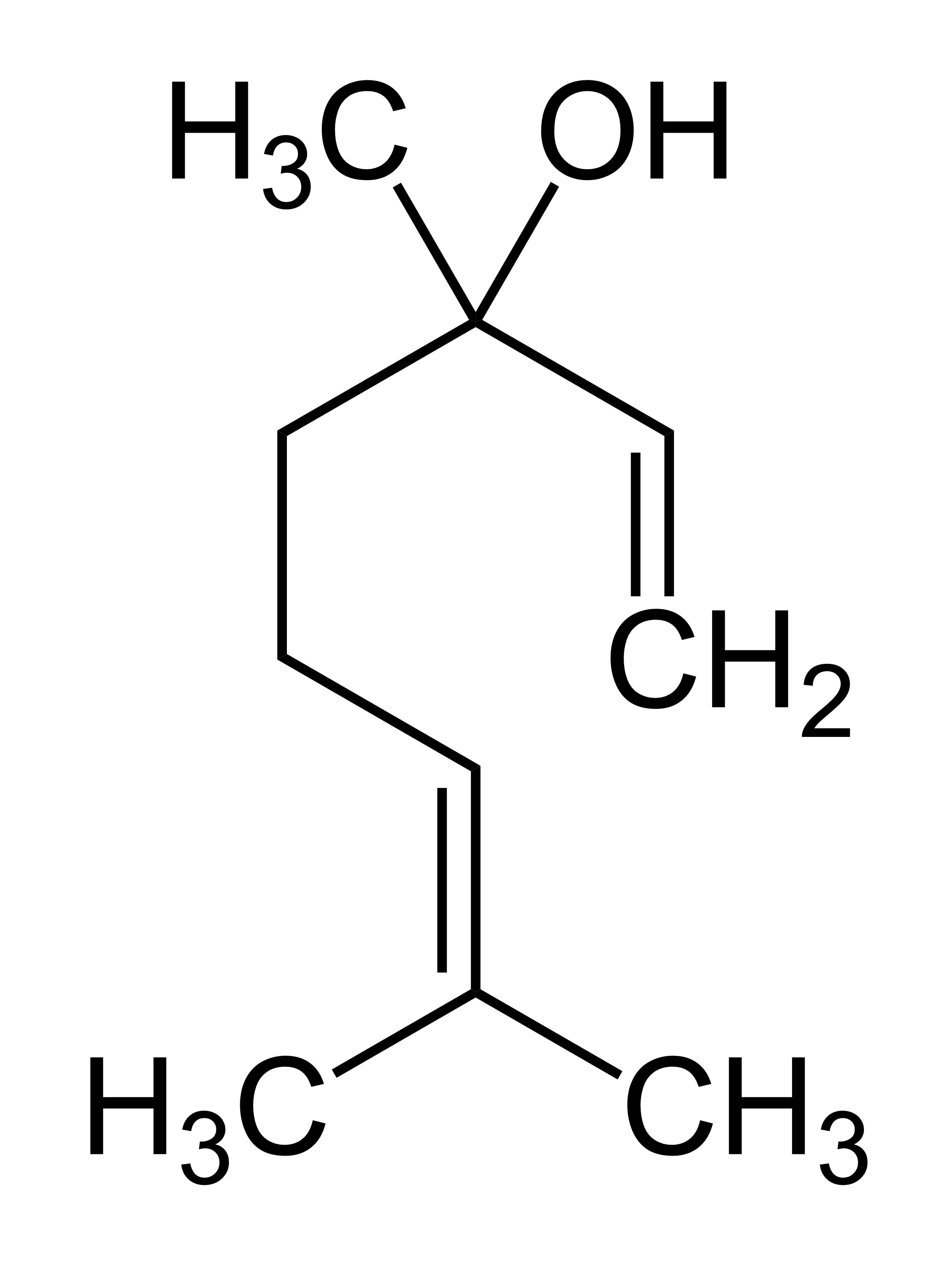
Terpenový alkohol linalool

## Ohrožení a ochrana
Druh není aktuálně ohrožen. V minulosti byl široce vyhledáván a těžen pro výrobu dřevěného uhlí, starší exempláře jsou proto již v přírodě poměrně vzácné. Je územně chráněn v řadě chilských národních parků a rezervací.

## Význam

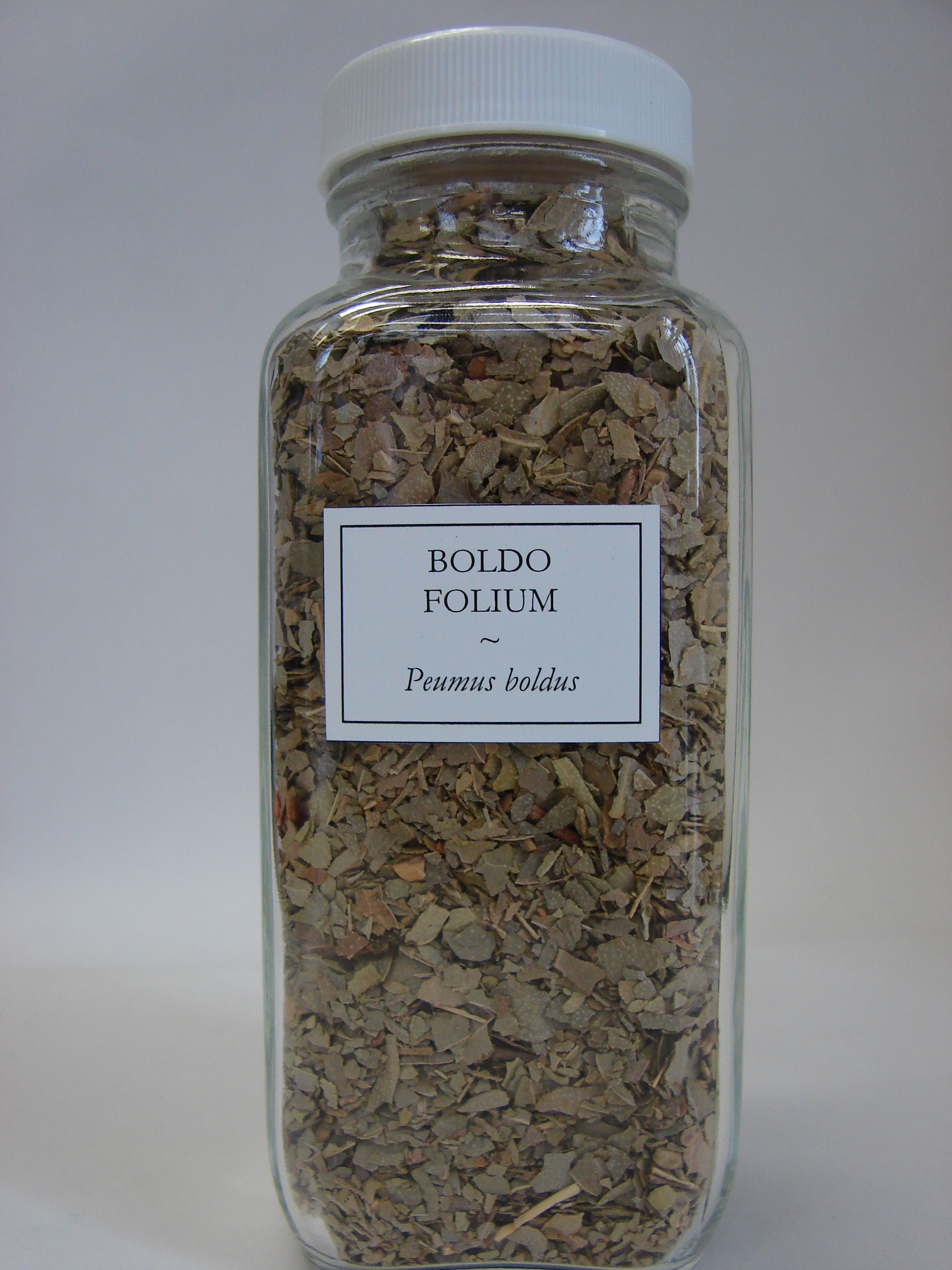
Drcené listy boldovníku

### Medicína
Boldovník má dlouhou historii jako tradiční mayská léčivá rostlina. Je používán od nepaměti zejména při léčení jaterních onemocnění. Nejstarší vykopávky svědčící o jeho užívání jsou datovány do doby před 12000 lety. V současnosti je součástí tradiční medicíny nejen v Chile, ale i v jiných zemích Latinské Ameriky, jmenovitě v Peru, Brazílii a Mexiku. Je zná pod názvem boldo. Z Chile se vyváží okolo 1000 tun sušeného boldového listu ročně. Do Evropy byl poprvé dovezen kolem roku 1870.
Boldovník stimuluje tvorbu žluči a sekreci trávicích šťáv, uvolňuje hladké svalstvo a zpomaluje průchod tráveniny trávicím traktem. Má silně diuretické účinky a podle medicínských studií může zvýšit tvorbu moči až o 50 %. Bylo též prokázáno ochranné působení na játra proti chemickému poškození.
Užívá se zpravidla pouze po několik týdnů, a to ve formě nálevu nebo tinktury. Při žlučníkových kamenech se často kombinuje s jinými bylinami, zejména s dřišťálem obecným a bělasem viržinským. Listy se v Jižní Americe rovněž používají k léčení kapavky. Esenciální olej získávaný z rostliny slouží k likvidaci střevních parazitů. Je také používán při bolestech hlavy a revmatismu.
Araukánští indiáni používají boldovník zejména jako tonikum, při léčení žlučových kamenů a bolestivých onemocněních jater a žlučníku.
Z rostliny je získáván alkaloid boldin, který je v lékařství používán zejména jako protizánětlivý a antioxidační prostředek a při léčení cukrovky.

### Ostatní využití
Máslovitá, aromatická dužnina plodů je jedlá. Má sladkou chuť a příjemnou vůni. Listy voní po skořici a používají se v Chile k aromatizaci různých jídel, zejména ryb.
Kůra je zdrojem tříslovin, používá se k barvení a k tetování. Sušené a jemně rozdrcené vonné listy se vkládají mezi oblečení k odpuzování škodlivého hmyzu. Ze sušených plodů se zhotovují korálky, které při zahřátí sluncem či tělesným teplem skořicově voní. Dřevo slouží jako palivo a vyrábí se z něj dřevěné uhlí.
Boldovník je v Jižní Americe vysazován v parcích i soukromých zahradách jako okrasná dřevina.